# Hannah Höch

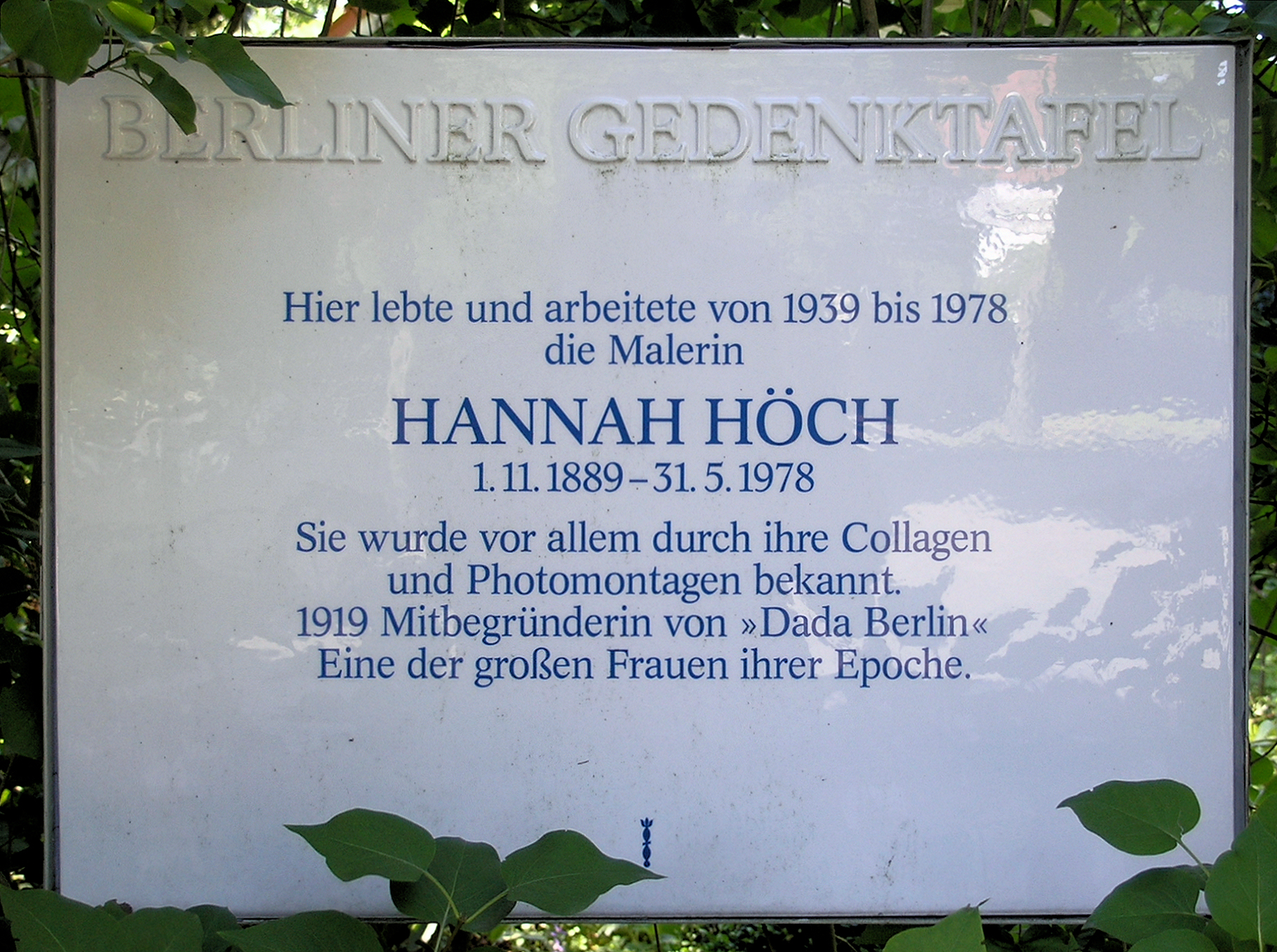
Placa en su honor en Berlín.

Anna Therese Johanne Höch (1 de noviembre de 1889- 31 de mayo de 1978), más conocida como Hannah Höch, fue una artista plástica y fotógrafa alemana, una de las artistas más influyentes en el movimiento dadá. Ha llevado el principio del collage "al más alto grado de desarrollo".
Utilizó, como modo de expresión, el fotomontaje, siendo considerada pionera en esta técnica fotográfica. Además de ser conocida por sus actividad artística progresista, dominada por los temas de la «Neue Frau» alemana, la androginia y el amor lésbico, también fue una activista muy importante en el movimiento feminista.

## Vida

#### Infancia y primeros años
Hannah Höch nació en 1889 en Gotha, en una familia de cinco hijos, ella siendo la mayor. Inició sus estudios en una escuela de niñas, en Berlín. A los 15 años tuvo que dejar sus estudios para cuidar de su hermana menor, lo cual le hizo darse cuenta de la sociedad machista y misógina en la que vivía. Durante su estancia en Gotha, además de cuidar de su hermana y las tareas de casa, continuó dibujando y pintando todos los días. Más tarde, en 1912, se mudó a Berlín para seguir sus estudios en la Academia de las Artes de Berlín. Tenía como maestro a Harold Bengen. Estudió vidriería y diseño de libros de arte.
Estuvo tan solo dos años en Berlín ya que en 1914 empezaba la Primera Guerra Mundial. Con el inicio de la guerra, tuvo que volver a Gotha, donde continuó pintando. Asimismo, durante la guerra, formó parte de la Cruz Roja, tomando un breve descanso de sus estudios, aunque pronto comenzó a estudiar con Emil Orlik. Un año después, volvió a Berlín para seguir estudiando y acabó conociendo a Raoul Hausmann, uno de los artistas más destacados en el movimiento dadaísta en Berlín. (También conoció a Kurt Schwitters, quién le recomendó cambiar su nombre de Johanna a Hannah, y a Johannes Baader, quien la llamó “la dadásofa”, al ser la compañera de Husmann).

#### Relación con Raoul Hausmann y los «años dadá»
Hausmann la incluyó en su círculo de artistas dadaístas y la convirtió en su amante (ya que él estaba casado con otra mujer). Hannah no solo fue una de las pocas mujeres involucradas en el movimiento, sino que también fue la primera mujer que se interesó por el dadaísmo. Colaboró con Jefim Golyscheff, en su “Antisinfonía”, actuando como percusionista. Höch destacaba por su aspecto masculino y su pelo extremadamente corto, lo cual no encajaba en con el canon de belleza de la sociedad de aquella época. Del mismo modo, era una mujer independiente que se rebelaba contra la discriminación del género y es por eso que siempre tuvo muchas críticas hacia su personalidad y su arte. También se conoce que era una mujer bisexual
Tuvo una relación bastante tóxica con Raoul Hausmann, quien no la tomaba en serio y casi le rechazó en su participación en la Primera Feria Internacional Dadá de 1920 en Berlín (aunque ella finalmente fue una de las participantes en esta feria). De hecho, refiriéndose a esta etapa de su vida dijo lo siguiente: «Los resultados fueron artísticamente productivos, pero con una relación turbulenta». Hausmann no quería dejar a su esposa y Höch se lo reclamaba. Y no solo eso, sino que también quería tener hijos y formar una familia con él. Hannah se quedó embarazada de él dos veces. Una de ellas fue en 1916 y la otra en 1918. Las dos veces tuvo que abortar.
En 1920, tras sus abortos, creó su obra más conocida “Corte con cuchillo de cocina a través de la barriga cervecera de la República de Weimar”. En el mismo año empezó a trabajar en varias revistas. Además, en 1919 había sido una de las participantes en la primera exposición Dadá en Berlín y en la presentación de sus muñecas en la Feria Internacional Dadá de 1920. Tras su paso por el dadaísmo, se integró en el grupo llamado “Novembergruppe”,, participando en todas las exposiciones del grupo, hasta 1931. También se acercó al grupo “De Stijl”.
En 1922, cuatro años más tarde, terminó su relación con Raoul Hausmann y empezó una nueva relación con la escritora y lingüista holandesa Mathilda “Til” Brugmann. Se mudó a La Haya, Holanda, para vivir con ella y tuvieron una relación de 9 años. En 1935 se separó de Mathilda, comenzando una nueva relación con el empresario y pianista Kurt Hein Matthies con quien acabó casándose el mismo año y con quien estuvo casada hasta 1944.

#### La Segunda Guerra Mundial y los años de la posguerra
En 1933, tras la toma del poder de los nacionalsocialistas, mientras los demás dadaístas decidieron exiliarse, ella siguió viviendo en Berlín. Durante esta etapa de su vida, empezó a crear obras que criticaban al nazismo. Con el tiempo se convirtió en una artista muy respetada por su entorno, es más, hasta los museos se interesaban por sus obras.
En 1937, tras la toma del poder de los nacionalsocialistas, una de sus obras se presentó en la exposición legendaria del Arte Degenerado de Hitler. A consecuencia, sufrió la prohibición del gobierno nazi, por lo que tuvo que exponer en el extranjero. Durante la Segunda Guerra Mundial vivía en Berlín en una casa con un jardín grande en el cual tuvo que esconder sus obras y las obras de más artistas dadaístas por la censura del nazismo. Gracias a ello, hoy en día tenemos acceso a muchas obras dadaístas. A partir de los años 40, se centró más en los fotomontajes en color basándose en temas como androginia y amor lésbico.
Hannah Höch murió en Berlín el 31 de mayo de 1978.

## Obra

#### El movimiento Dadá
El dadaísmo como movimiento artístico surgió en Zúrich, Suiza en 1916, cuando Hugo Ball y su pareja Emmy Hennings fundaron allí el «Cabaret Voltaire» - un club nocturno de carácter subversivo y vanguardista. El local reunía diariamente artistas, escritores y poetas, quienes más tarde se convirtieron en los fundadores del movimiento dadaísta. Tenían todos aspiraciones revolucionarias claras y un objetivo común bien definido: la resistencia a los estándares estéticos de su época, la renuncia a las ideas tradicionales sobre el arte y a la moralidad tradicional. El 14 de julio de 1916 Hugo Ball pronunció el primer manifiesto dadaísta en el que puso de relieve no sólo los fines artísticos del movimiento, sino también su talante abstracto evidente:
¿Cómo se logra la beatitud eterna? Diciendo dada. ¿Cómo se llega a la fama? Diciendo dada. Con ademán noble y buenos modales. Hasta la locura. Hasta la inconsciencia. ¿Cómo nos podemos deshacer de todo lo escurridizo, periodístico, agradable e impecable, moralizado, europeizado, afectado? Diciendo dada. Dada es el alma universal, dada es el éxito. Dada es el mejor jabón de leche de azucenas del mundo.
La popularidad internacional del dadaísmo creció con gran rapidez y pronto comenzaron a establecerse otros centros del movimiento en varios países europeos, así como en Estados Unidos, en Nueva York, donde se creó un núcleo formado por artistas emigrantes europeos, como Marcel Duchamp y Man Ray.
Noticias sobre el movimiento Dadá llegaron a Alemania con artistas que regresaron de la emigración después de la Primera Guerra Mundial, algunos de los cuales encontraron refugio en Suiza, entonces políticamente neutral. Los fundadores del grupo dadaísta alemán fueron Raoul Hausmann y Richard Huelsenbeck y su centro de actividad principal fue Berlín.
El dadaísmo alemán tenía un componente político importante, que se remonta a varios factores: por un lado, influenció en ello la obra de George Grosz y Otto Dix, dos de los representantes del grupo más destacados, cuya actividad artística se veía siempre muy involucrada en el debate sociopolítico; por otro lado, hay que tener en cuenta el contexto del período histórico del momento, es decir de la República de Weimar, dominado por el estado de ánimo social revolucionario antiburgués. Esta situación sociopolítica multifacética contribuyó al surgimiento del "enemigo común" de los dadaístas alemanes, que era el militarismo prusiano, por lo tanto también el sistema patriarcal, el militarismo, y el capitalismo. También por esta razón los miembros del movimiento Dadá derribaron abiertamente el modelo familiar tradicional y proclamaron las nuevas formas de convivencia y la exploración de la propia sexualidad, contribuyendo a una significativa liberación de costumbres que observamos en esta época.
El carácter liberador del dadaísmo, así como la dimensión política y revolucionaria de su variante alemana, se refleja de manera muy evidente en los fotomontajes de Hannah Höch. Se cree que la afiliación de Höch con el movimiento dadaísta se debe directamente a su relación amorosa con Hausmann, con quien estuvo involucrada desde 1917 hasta 1922, ya que el grupo generalmente no aceptaba membresía femenina. A pesar de su actividad artística frecuente y su participación en la Primera Feria Dadá Internacional de 1920 como miembro legítimo del grupo, Höch fue durante años considerada únicamente la "musa de los dadaístas de Berlín". Se sabe además que Hausmann estaba celoso de los éxitos artísticos de Hannah, así como de su autoría casi exclusiva de la invención del fotomontaje, que le gustaba banalizar y negar.

#### Feminismo y sexualidad en la obra de Hannah Höch
En sus obras se puede destacar el uso de la temática The New Woman (la «Neue Frau»), el cual consiste en empujar los límites establecidos de la sociedad dominada por los hombres. Esto fue muy innovador en Alemania, la mayoría de los artistas dadaístas que trabajaban en el fotomontaje eran hombres, lo que ofrecía una perspectiva particularmente masculina. Hannah desempeñó un papel clave dentro del movimiento dadaísta de Berlín siendo la única mujer involucrada. Es más, los propios fotomontajes de Hannah ofrecen visiones de la cultura alemana durante la era de entreguerras y a menudo desde una perspectiva claramente feminista y queer. Pero, a pesar del talento que mostraba Hannah, tuvo algunos contratiempos en su carrera por el hecho de ser mujer, incluso Hausmann no la tomó en serio y casi rechaza su participación en la Primera Feria Dadá Internacional en Berlín en 1920, una importante muestra inaugural del movimiento. Pero esos hechos no significaron el final de su carrera, siguió con su comentario político y narrativa feminista las cuales destacaron en la sociedad machista.
Cabe destacar otro tema muy destacado en sus collages, pues se demuestra una clara exploración constante de la fluidez de género y la sexualidad. Fue una artista pionera, cuyo compromiso con el fotomontaje permitió una contienda revolucionaria con la modernidad, los medios de comunicación y las construcciones de la feminidad. Logró tener una carrera exitosa a pesar de la marginación que experimentó dentro del movimiento Dadá.
El arte de Hannah trataba constantemente temas de rareza, sexualidad y expresión de género. Dejó a Raoul Hausmann en 1922 y comenzó una relación con la escritora vanguardista holandesa Til Brugman en 1926, marcando un punto de inflexión en su producción creativa. Aunque el arte dadaísta durante este período estuvo lleno de exploraciones sobre las relaciones y la sexualidad, las distintas piezas de Hannah ofrecieron una perspectiva exclusivamente femenina, retratando el deseo queer y su propia bisexualidad.
El trabajo de Hannah destaca de manera perspicaz la existencia de subculturas lésbicas en el Berlín de Weimar, así como también cómo el surgimiento de la "Nueva Mujer" promovió un compromiso cada vez mayor con la fluidez de género. Dado que trabajó en una sociedad y un mundo del arte donde la misoginia era la norma, vista a través de las imágenes violentas e inquietantes empleadas por artistas como Otto Dix y George Grosz, Hannah fue excepcional en su capacidad para subvertir estos obstáculos. Salta entre imágenes extremas de hiperfeminidad y androginia, destacando las nuevas libertades sexuales de la Alemania de Weimar junto con las restricciones actuales. El trabajo de Hannah es satírico e irónico, pero también conmovedor. Destaca los desafíos y vulnerabilidades que experimentaron muchas mujeres queer durante este período. Se podría decir que el collage le brindó la oportunidad de la protesta política y la expresión de su identidad de género y sexualidad, siendo su arte uno de los puntos de partida más profundos en una larga historia de medios feministas y queer

## Obras destacadas

#### Corte con cuchillo de cocina a través de la barriga cervecera de la República de Weimar (1919)
"Corte con el cuchillo de cocina Dadá a través de la última época cultural cervecera de Weimar en Alemania" es quizá la obra más conocida de Höch. Fue creada un año después de la Primera Guerra Mundial, pero no se expuso hasta 1920 en la galería Otto Burchard en la primera Dada-Messe (Feria Dada). Fue la única obra de una mujer expuesta junto al trabajo de 27 artistas Dada varones. Hoy en día se encuentra expuesta en la Berliner Neue Nationalgalerie.
Se trata de un collage compuesto por diversos recortes de revistas, periódicos y otros materiales impresos. Los materiales empleados para el collage hacen que su conservación sea más compleja, pero dota a la obra de la condición de estar viva. Su tamaño es de 114 x 90 cm. El dadaísmo destaca por ser un movimiento revelador contra las reglas y convenciones establecidas, y el uso del collage se repite en su modus operandi. En él podemos ver representados elementos como el Hotel Pennsylvania, Wallstreet, una cola de una oficina de empleo, al igual que animales como un elefante sagrado de Benares, un águila, un león, un gato, etc. También apreciamos objetos técnicos como rodamientos, engranajes, una locomotora, ruedas, extintores, un motor, etc. Aparecen con tonos satíricos personajes como Albert Einstein, Karl Marx o bien Guillermo II y su sucesor Guillermo de Prusia vestido con una falda de tartán. Se aprecian mensajes como “Die Anti-dadaistische Bewegung” (El movimiento antidada) o “Legen Sie ihr Geld in dada an!” (invierta su dinero en dada). Estos elementos se combinan de forma poco convencional y a veces absurda para crear una declaración nueva y provocadora. Hannah Höch saca las imágenes del contexto para dotarlas de otro significado. Otro motivo interesante que aparece tanto en este collage como en diversos otros, es el del cuerpo de las mujeres. Aparecen como elementos dinámicos. Son cuerpos de todo tipo que generan mucho movimiento en la imagen. En la parte superior vemos una bailarina de cabaré berlinés, junto a ella, a la derecha, una mujer vestida con un uniforme de oficial. A mitad de altura del collage aparecen dos cuerpos atléticos de mujeres. Esto sale del canon de representación del cuerpo de la mujer. Otros grandes artistas hombres del movimiento Dadá lo representan de manera violenta o como objeto de deseo. Aunque la artista niega haber formado parte del movimiento feminista, se deduce que desde su experiencia personal como mujer, la representación de los cuerpos está hecha de manera más real y orgánica, ya que no parte del morbo. De hecho, con el paso de los años, su obra se ha convertido en una gran referencia en el movimiento feminista en el arte. Actualmente se defiende que las imágenes femeninas que representa Höch son un claro reflejo de la desigualdad y la opresión que sufría la mujer en la sociedad de la época. Firmó el collage con “20 Hannchen Höch”. Es como la conocían en las esferas sociales del dadaísmo.
Partiendo de los elementos de la cultura de Weimar, se puede interpretar el collage como un examen crítico de la sociedad de Weimar y su cultura cervecera. Los elementos publicitarios y el consumo representan como el arte se mercantiliza y acaba convirtiéndose en mercancía con una finalidad puramente económica. Höch es muy crítica con la banalización de la cultura. Observamos como el conjunto de los elementos teje el caos que había en la Alemania de posguerra. Es una crítica al proyecto de democracia fallido de la República de Weimar. Es una obra que plantea al espectador muchas incógnitas para descifrar, tales como la condición esencial que establece el vínculo sujeto-objeto, artista-receptor. Más tarde, durante el nazismo, esta obra será catalogada como arte degenerado.

#### La hermosa muchacha (1920)
La hermosa muchacha es un collage montado en 1920. Aborda cuestiones de género en el momento del surgimiento de la Nueva Mujer alemana. En el collage podemos observar recortes de figuras femeninas de revistas, logos de marcas de automóvil, una mano con un reloj, etc. La idea es crear una yuxtaposición entre el cuerpo de la mujer y el mundo industrial para cuestionar desde qué ideas parte la integración de la mujer en el mundo laboral. Los cuerpos de mujeres que se enseñan corresponden a la belleza canónica femenina, una mujer muy bien peinada y un cuerpo en bikini que en lugar de una cabeza tiene una bombilla. Es la entrada de la mujer en el mundo laboral masculino. Todo esto está acompañado de un aire satírico. Höch es crítica con el “permiso” que obtienen las mujeres para trabajar y pretende que no se romantice el fenómeno. En los medios, las nuevas mujeres estaban representadas en sus puestos de trabajo, aunque no correspondía con la realidad de todas ellas, ya que muchas estaban en situación desfavorecida. Si bien sus collages puedan parecer deprimentes, la artista intentaba hacer críticas constructivas. Velaba por el futuro de la nación alemana y planteaba sus análisis como un despertar de la conciencia social.
El reloj, que representa el trabajo, la publicidad y las mujeres forman la crítica al permiso de entrada de la mujer en el mundo laboral que reciben de los hombres. A primera vista es lo que llama la atención al espectador. Sin embargo, la clave del collage se esconde en la esquina superior derecha. Apreciamos la cabeza de una mujer con ojos de gato que representan el terror al futuro. Son los ojos de la vigía, la mirada de un felino que teme por su situación y se pone en guardia.

#### Marlene (1930)
El collage fue confeccionado en 1930. Su tamaño es de 36.6 x 24.6 cm. Los materiales utilizados son acuarela y recortes de papel. Se pueden observar piernas femeninas con tacones encima de un altar/columna, una cara en la esquina superior derecha y un público de hombres abucheando en la esquina inferior derecha. Vemos escrito Marlene en grande en medio del collage. Los colores son apagados y el único color que resalta es el rojo de los labios.
La sonrisa de la mujer muestra el deseo y la sexualidad que es ignorada o escondida del público masculino que alaba las piernas de mujer. En este collage se muestra el triunfo de la sexualidad. El nombre Marlene corresponde a Marlene Dietrich, vedette muy famosa en la época e icono sexual. También destacan ideas como la androginia, que en la obra de Höch era un ideal utópico de género. O en palabras de Maud Lavin "Her androgynous images depict a pleasure in the movement between gender positions and a deliberate deconstruction of rigid masculine and feminine identities" ("Sus imágenes andróginas muestran un placer en el movimiento entre posiciones de género y una deconstrucción deliberada de las rígidas identidades masculina y femenina").